# Centrotoclytus occultus
Centrotoclytus occultus là một loài bọ cánh cứng trong họ Cerambycidae.